# Aymen Abdennour

v

Aymen Abdennour (arabisch أيمن عبد النور, DMG Aiman ʿAbd an-Nūr; * 6. August 1989 in Sousse) ist ein tunesischer ehemaliger Fußballspieler.

## Karriere

### Verein
Abdennour spielte bereits vor der Saison 2008/09 in den Nachwuchsmannschaften von Étoile Sportive du Sahel. Im Sommer 2008 wurde er in den Profikader des populären tunesischen Vereins aufgenommen. Schnell fand er in das Team und erkämpfte sich einen Platz in der Startformation. Abdennour gilt als offensiver Verteidiger und kann als linker Außenverteidiger, Innenverteidiger und linker Mittelfeldspieler eingesetzt werden. In seinem ersten Profijahr wurde der Jungspieler mit seinem Team dritter in der tunesischen Meisterschaft. Seine guten Auftritte blieben auch bei europäischen Teams nicht unbemerkt und bereits im Sommer 2009 wurden ihm einige Kontakte nach Europa nachgesagt. Im Dezember 2009 testete der deutsche Bundesligist Werder Bremen Abdennour im Probetraining.
Am 14. Januar 2010 wurde er bis zum Ende der Saison 2009/10 an Werder Bremen verliehen. Dort wurde er als Linksverteidiger eingesetzt, geriet jedoch nach durchwachsenen Leistungen in die Kritik von Fans und Medien. Die vereinbarte Kaufoption zog Werder nicht, so dass Abdennour zu Étoile du Sahel zurückkehrte.
Im Sommer 2011 wechselte er in die französische Ligue 1 zum FC Toulouse. Dort wurde er als Innenverteidiger eingesetzt, war auf Anhieb Stammspieler und ein wichtiger Leistungsträger des Teams, wodurch auch Vereine aus England und Russland auf ihn aufmerksam wurden. Toulouse-Trainer Alain Casanova prophezeite Abdennour eine große Zukunft.
Am 31. Januar 2014 wechselte Abdennour zunächst auf Leihbasis bis zum Ende der Saison 2013/14 zum AS Monaco, der ihn im anschließend fest verpflichtete. In Monaco, wo er die Rolle des Abwehrchefs übernahm, konnte er ebenfalls überzeugen. Mit einer starken Leistung trug er wesentlich zum Sieg Monacos über den FC Arsenal im Achtelfinalhinspiel der Champions League 2014/15, und damit zum Erreichen des Viertelfinals, bei.
Zur folgenden Saison wechselte Abdennour zum spanischen Klub FC Valencia für eine Transfersumme von 21,8 Millionen Euro. Im August 2017 wurde Abdennour für ein Jahr an Olympique Marseille ausgeliehen. Die Franzosen haben zudem die Option die Leihe um ein weiteres Jahr zu verlängern.
Zur Saison 2019/20 wechselte er in die Türkei zum Erstligisten Kayserispor.

### Nationalmannschaft
Durch seinen guten Einstand in der tunesischen Liga erhielt Abdennour bereits frühzeitig eine Einladung von Nationaltrainer Faouzi Benzarti in die tunesische A-Nationalmannschaft. Zuvor spielte er bereits in der U-20-Auswahl des Landes, deren Kapitän er war.

## Erfolge
- Tunesische Liga
  - Vizemeister: 2008
- Tunesischer Pokal
  - Finalist: 2008
- CAF Super Cup
  - Sieger: 2008
  - Finalist: 2007
- UEFA Europa League 2017/18
  - Finalist
- DFB-Pokal 2009/10
  - Finalist